# アリナルド・ラパイ
アリナルド・ラパイ（Arinaldo Rrapaj 、2001年8月9日 - ）は、アルバニア・ヴロラ出身のプロサッカー選手。カテゴリア・スペリオレ・FKパルティザニ・ティラナ所属。ポジションは、ミッドフィールダー。

## 経歴
2018年5月19日、1-2で敗れたホームのパルティザニ・ティラナ戦でアルバニア・スーペルリーガデビューを果たした。
2021年6月、パルティザニ・ティラナに移籍した。